# COVA

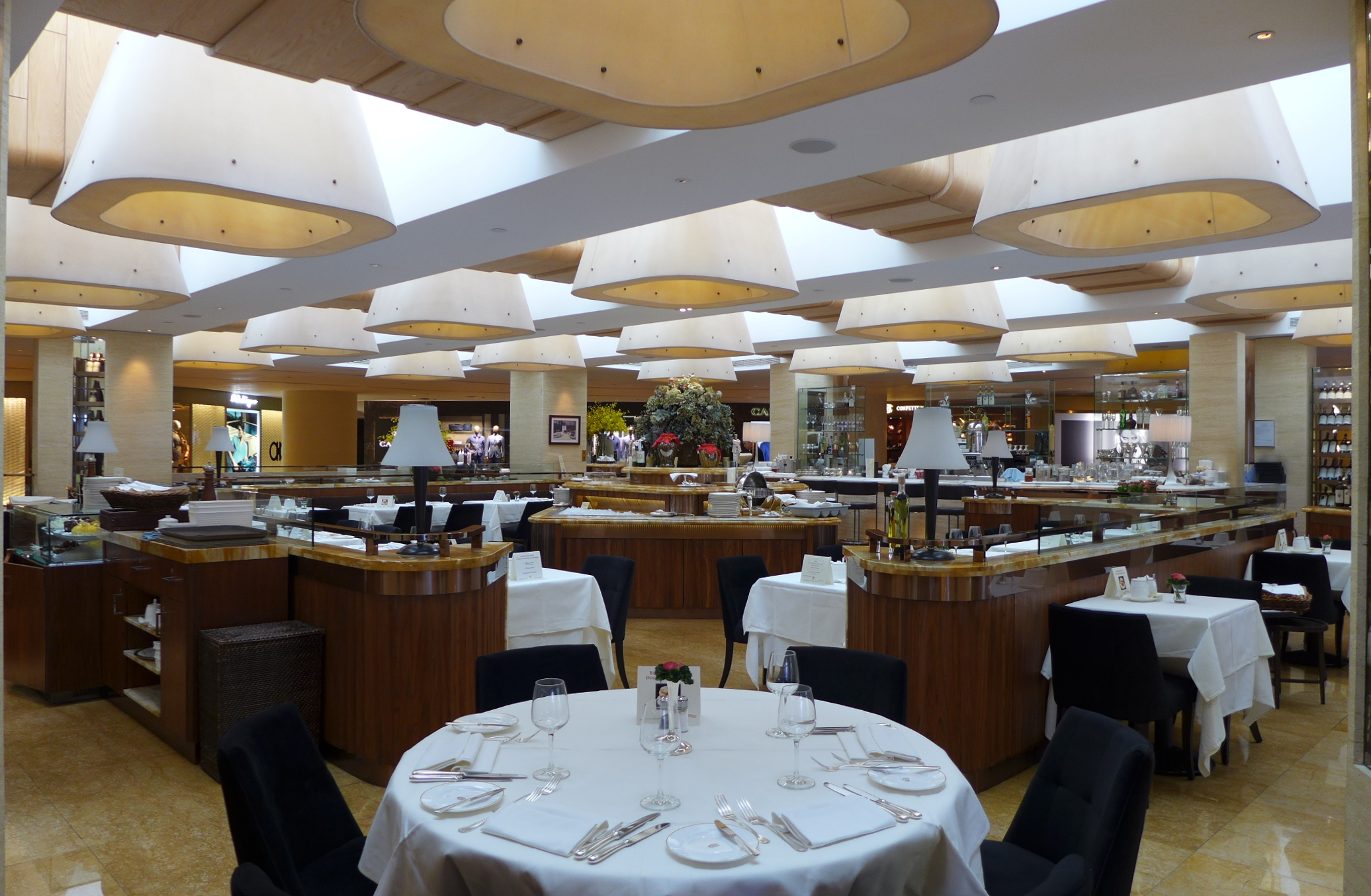
COVA在香港太古廣場

COVA（全称：Caffè-Pasticceria Cova），是一家意大利餐廳，始創於1817年的意大利米蘭，创始人Antonio Cova，現在屬於LVMH旗下。
海明威《永别了，武器》提到过COVA。

## 海外经营
在1993年於香港開業，分店在太古廣場、太古坊、又一城、海港城、太子大廈、利園一期、新城市廣場、APM , 東薈城等甲級商場內。2016年4月1日起，美心食品成為港澳地區的特許經營商。

## 外部參考
- 意大利餐廳COVA（页面存档备份，存于）